# Villberga
För andra betydelser, se Villberga (olika betydelser).
Villberga är en kyrkby i Villberga socken i Enköpings kommun. Från 2015 avgränsade SCB här en småort. Vid avgränsningen 2020 avregistrerades den som småort.
Villberga kyrka ligger här.